# Inguiniel
Inguiniel (tiếng Breton: An Ignel) là một xã ở tỉnh Morbihan trong vùng Bretagne tây bắc Pháp. Xã này có diện tích 51,4 km², dân số năm 1999 là 1890 người. Khu vực này có độ cao từ 49-171 mét trên mực nước biển.
Cư dân của Inguiniel danh xưng trong tiếng Pháp là Inguinielois.